# EDF Energy
EDF Energy er en britisk energikoncern og et datterselskab til Électricité de France (ÉDF). De producerer elektricitet og sælger elektricitet og naturgas til private og erhverv i Storbritannien. De har 11.717 ansatte og 5,22 mio. kunder. Virksomheden blev etableret i 2002.